# 在庭坂
在庭坂（ざいにわさか）は、福島県福島市の大字である。郵便番号は960-2262。

## 地理
福島市西部の吾妻地域に属し、地区西部に位置する。北で町庭坂と、東で二子塚と、南で桜本とそれぞれ隣接する。概ね市町村制施行以前の旧信夫郡在庭坂村域にあたる。福島盆地西端部の扇状地と、吾妻連峰東側の山中を範囲とする。東側の平野部は水田や果樹園が広がり、道路沿いに民家などが建ち並ぶ。特に県道沿いでは観光客向けの観光果樹園が多くみられる。西側の山中は山林が占めているほか、高湯平として別荘地が分譲されている。上町に所在する福島警察署及び上野寺に所在する福島消防署西出張所がそれぞれ管轄にあたる。

### 山
- 先達山

## 河川・湖沼
- 須川
  - 天戸川
    - 水沢

### 主な字
- 天戸端
- 五十須場
- 五十須場前
- 石田内
- 石方原
- 石方
- 市造
- 稲葉
- 後志田
- 後林
- 卯通田
- 宇津山
- 漆方
- 姥堂
- 姥懐
- 江向
- 上志田
- 上須川端
- 上屋敷
- 北瀬戸原
- 北林
- 北前
- 清水山
- 庚申塚
- 庚申原
- 小坂
- 小林
- 上谷地
- 上川原
- 上志田前
- 上ノ堂
- 狐滝
- 北川原
- 金堀沢
- 小久保
- 下谷地
- 志田前
- 下ノ堂
- 神明前
- 須川端
- 堰
- 堰上
- 堰沢
- 堰下
- 瀬戸
- 瀬戸原
- 瀬戸林
- 志田表
- 下川原
- 下須川端
- 陣ケ前
- 膳棚
- 先達山
- 堰口
- 志津山
- 城場
- 沢目
- 坂ノ上
- 田中
- 檀ノ前
- 堤
- 遠原
- 遠原前
- 栃清水
- 土井下
- 田原
- 中ノ堂
- 中屋敷
- 西後志田
- 西
- 七ツ森
- 中川原
- 西狐滝
- 長峰
- 林ノ内
- 原岸
- 原ノ内
- 原畑
- 日照沢
- 古屋敷
- 弁天前
- 前志田
- 前林
- 水上
- 水沢
- 南
- 南原
- 南林
- 宮前
- 元五十須場
- 元屋敷
- 桃畑
- 南上志田
- 前谷地
- 侭下
- 向河原
- 松原
- 薬師田
- 焼野
- 横塚
- 山中
- 藪中
- 谷地岸
- 渡辺

## 歴史
- 1889年（明治22年）4月1日 - 町村制の施行により信夫郡庭塚村が発足。旧在庭坂村域は庭塚村の大字となる。
- 1954年（昭和29年）3月31日 - 庭塚村が合併により大庭村となり、大庭村の大字となる。
- 1956年（昭和31年）9月30日 - 大庭村が合併により吾妻村となり、吾妻村の大字となる。（1962年（昭和37年）11月1日に町制施行し吾妻町となる。）
- 1968年（昭和43年）10月1日 - 吾妻町が福島市に編入され、福島市の大字となる。

## 世帯数と人口
2022年（令和4年）6月30日現在の世帯数と人口は以下の通りである。
| 大字   | 世帯数  | 人口   |
| ------ | ------- | ------ |
| 在庭坂 | 619世帯 | 1466人 |

## 小・中学校の学区
市立小・中学校に通う場合、学区は以下の通りとなる。
| 番地 | 小学校             | 中学校             |
| ---- | ------------------ | ------------------ |
| 全域 | 福島市立庭坂小学校 | 福島市立吾妻中学校 |

## 交通

### 道路
- 福島県道5号上名倉飯坂伊達線
  - 天戸橋（天戸川）
- 福島県道70号福島吾妻裏磐梯線
- 福島市道37号土船庭塚線
  - 日照沢橋（須川）
- 福島市道116号佐原折戸線（福島西部広域農道）
  - 須川新橋（須川）

### バス
福島交通路線バス
- （福島駅・大原綜合病院方面） - 横塚入口 - 志田 - 志田公民館前 - 上志田
  - 志田
- （福島駅・大原綜合病院方面） - 庭塚小学校 - 五十須場 - 姥堂 - 北林 - 上姥堂
  - 上姥堂
- （福島駅・大原綜合病院方面） - 庭塚小学校 - 五十須場 - 姥堂 - 北林 - 上姥堂 - 信夫温泉 - （高湯温泉方面）
  - 高湯温泉

## 施設
- 福島市立庭塚小学校
- 福島市立庭塚幼稚園
- 福島県警察福島警察署 庭塚駐在所
- JAふくしま未来農産物直売所 吾妻の駅ここら